# Đay suối
Đay suối (danh pháp khoa học: Pouzolzia sanguinea) là loài thực vật có hoa trong họ Tầm ma. Loài này được (Blume) Merr. miêu tả khoa học đầu tiên năm 1921.